# Toshi Makihara
Toshi Makihara (jap. 牧原 トシ, Makihara Toshi; * 31. März 1960 in der Präfektur Chiba) ist ein japanischer in den USA lebender Jazz- und Improvisationsmusiker (Schlagzeug, Perkussion).

## Leben und Wirken
Makihara lernte während seiner Oberschulzeit Jazz  und Improvisationsmusik bei dem ihn prägenden Sabu Toyozumi und studierte später die japanische Butoh-Tanzform, u. a. bei Ōno Kazuo. Anschließend trat er mehrere Jahre mit Tanz- und Musikensembles auf, u. a.  mit verschiedenen Choreographen im Raum Philadelphia. Er arbeitet seit den 1990er-Jahren in der amerikanischen Improvisationsszene u. a. mit Marshall Allen, Jim Meneses, Thurston Moore, William Parker, Eric Ross, Wally Shoup und Blaise Siwula., sowie mit Eugene Chadbourne. Im Bereich des Jazz war er zwischen 1998 und 2008 an zwölf Aufnahmesessions beteiligt. Er trat seitdem auch in Soloprogrammen (meist mit einer einzigen Trommel), außerdem mit John Butcher auf.

## Diskografie
- Thurston Moore/Wally Shoup/Toshi Makihara: Hurricane Floyd (Sublingual Records, 1999)
- Toshi Makihara & Jim Meneses: Next Bug (Sonore, 2001)
- Marshall Allen, Jeffrey Shurdut, Michael Ray, Toshi Makihara: Cosmic Tsunami (2004)
- Wally Shoup/Toshi Makihara/Brent Arnold: Confluxus (Leo Records, 2004)
- Gary Joseph Hassay/Blaise Siwula/Toshi Makihara: Live at the Connexions Gallery Vol. 1 (Re:konstruKt, rec. 2007)
- John Dikeman/Jon Barrios/Toshi Makihara: We Need You (Eh?, 2008)